# Schoolarts
Een schoolarts is een arts die preventieve zorg verleent en screeningsonderzoeken verricht bij de schoolgaande jeugd. In Nederland is de overkoepelende term jeugdarts gebruikelijker, maar in de praktijk wordt de term schoolarts nog gebruikt om een jeugdarts te beschrijven die zich op schoolgaande kinderen toespitst (in tegenstelling tot bijvoorbeeld een jeugdarts op een consultatiebureau).  
Vroeger werden de leerlingen om de twee jaar onderzocht. Nu wordt het aantal onderzoeken verminderd (omdat men nog weinig "nieuwe" pathologie vindt bij een vijfde of zesde onderzoek), en wordt het werkterrein verruimd naar preventieve gezondheidszorg en -voorlichting, veiligheid en hygiëne op school.

## Vlaanderen
De schoolarts is een personeelslid van het CLB, opvolger van de vroegere diensten voor Medisch SchoolToezicht (MST). Waar MST afhing van het ministerie van Volksgezondheid, ressorteren zij nu onder het Ministerie van Onderwijs. De schoolarts blijft echter wel bevoegd om maatregelen op te leggen bij besmettelijke ziekten.